# The Shakers: Hands to Work, Hearts to God
Pour plus de détails, voir Fiche technique et Distribution.
The Shakers: Hands to Work, Hearts to God est un film américain réalisé par Ken Burns et Amy Stechler, sorti en 1984.

## Synopsis
Ce documentaire s'intéresse aux shakers.

## Fiche technique
- Titre : The Shakers: Hands to Work, Hearts to God
- Réalisation : Ken Burns et Amy Stechler
- Scénario : Tom Lewis, Amy Stechler et Wendy Tilghman
- Narration : David McCullough
- Musique : John Colby
- Photographie : Ken Burns et Terry Hopkins
- Montage : Amy Stechler
- Production : Ken Burns et Amy Stechler
- Société de production : Florentine Films
- Pays :  États-Unis
- Genre : Documentaire
- Durée : 57 minutes
- Dates de sortie : 
  -  États-Unis : 1984

## Distinctions
Le film a été nommé au Satellite Award du meilleur documentaire en DVD.